# Собашек, Алексей
Собашек Алексей (пол. Aleksy Sobaszek, 1895, Пшигодзице, Великопольское воеводство — 1 августа 1942, Дахау, Бавария) — блаженный Римско-католической церкви, священник. Входит в число 108 блаженных польских мучеников, беатифицированных римским папой Иоанном Павлом II во время его посещения Варшавы 13 июня 1999 года.

## Биография
Учился в семинариях в Познани, Гнезно. Был рукоположён в сан священника в 1919 году. После начала войны, поддавшись массовой панике, покинул приход. Он вернулся через две недели и в церкви во время мессы попросил у прихожан прощения за этот недостойный поступок.
Был арестован 6 октября 1941 года и направлен в концентрационный лагерь Дахау, где умер 1942 года.

## Прославление
13 июня 1999 года был беатифицирован римским папой Иоанном Павлом II вместе с другими польскими мучениками Второй мировой войны.
День его памяти как и других польских мучеников отмечается 12 июня.
Его портрет выставлен в галерее преподавателей и выпускников в средней школе Kompałły.